# 優しい音楽
『優しい音楽』（やさしいおんがく）は、瀬尾まいこによる連作短編集。2005年4月19日に双葉社から刊行されたのち、2008年4月8日に文庫化。さらに2019年6月13日に新装版が刊行された。新装版の解説は文芸評論家の池上冬樹。
2022年にテレビドラマ版が放映された。

## 収録作品
- 優しい音楽
- タイムラグ
- がらくた効果

## 書誌情報
- 瀬尾まいこ『優しい音楽』、双葉社
  - 単行本：ISBN 4-575-23520-2、2005年4月19日発売
  - 文庫本：ISBN 978-4-575-51193-2、2008年4月8日発売
  - 文庫本〈新装版〉：ISBN 978-4-575-52232-7、2019年6月13日発売

## テレビドラマ
『優しい音楽〜ティアーズ・イン・ヘヴン 天国のきみへ』のタイトルで、テレビ東京系列「新春ドラマスペシャル」として、2022年1月7日の20時00分 - 21時48分に放送された。脚本は岡田惠和、主演は土屋太鳳。

### キャスト
鈴木千波
演 - 土屋太鳳（幼少期：溝口咲來）
北鎌倉に住む女子大生。
永居タケル
演 - 永山絢斗（幼少期：甘詩羽）
造船所で働く作業員。
鈴木雅志
演 - 仲村トオル
千波の父。ギターの演奏が得意。
鈴木桂子
演 - 安田成美
千波の母。歌を唄うのが得意。
広木克彦
演 - 佐藤浩市（友情出演）
タケルが働いている造船所の社長。
鈴木誠
演 - 永山絢斗　(少年期：井澤徹)
千波の兄（故人）。

### スタッフ
- 原作 - 瀬尾まいこ「優しい音楽」（双葉文庫 / 双葉社刊）
- 脚本 - 岡田惠和
- 監督 - 若松節朗
- 助監督 - 村谷嘉則
- 音楽 - 稲本響
- 挿入歌 - エリック・クラプトン「ティアーズ・イン・ヘヴン」
- フルート指導 - 今井亨、岡林拓也
- ギター指導 - 眞鍋香我、田辺充邦
- ピアノ指導 - 齋藤ひろみ
- ロケ協力 - 江ノ島電鉄、湘南藤沢フィルムコミッション、鎌倉市、藤沢市、新江ノ島水族館 ほか
- 技術協力 - アップサイド、サウンドライズ
- 美術協力 - TBSアクト、東京美工
- プロデューサー -  田淵俊彦、元信克則（ユニオン映画）、岩﨑文（ユニオン映画）
- 制作協力 - ユニオン映画
- 製作著作 - テレビ東京